# Бермингхам (Мисури)
Бермингхам (енгл. Birmingham) град је у америчкој савезној држави Мисури.

## Демографија
По попису из 2010. године број становника је 183, што је 31 (-14,5%) становника мање него 2000. године.
| Група             | 2000.       | 2010.       |
| Белци             | 209 (97,7%) | 170 (92,9%) |
| Афроамериканци    | 2 (0,9%)    | 1 (0,5%)    |
| Азијати           | 0 (0,0%)    | 0 (0,0%)    |
| Хиспаноамериканци | 0 (0,0%)    | 5 (2,7%)    |
| Укупно            | 214         | 183         |